# Plebiscito da Caríntia
O plebiscito da Caríntia (em alemão: Kärntner Volksabstimmung, em esloveno: Koroški plebiscite) foi realizado em 10 de outubro de 1920 na área no sul da Caríntia predominantemente colonizada por eslovenos da Caríntia. Determinou a fronteira final entre a República da Áustria e o recém-formado Reino dos Sérvios, Croatas e Eslovenos (Iugoslávia) após a Primeira Guerra Mundial. A área do plebiscito predominantemente de língua eslovena votou para permanecer parte da Áustria com uma maioria de 59%.

## Antecedentes
Após a derrota da multiétnica Áustria-Hungria e da dinastia governante dos Habsburgos na Primeira Guerra Mundial, novos estados surgiram em seu antigo território. Entre estes, havia um Estado de Eslovenos, Croatas e Sérvios não reconhecido internacionalmente, que foi criado nos últimos dias da guerra de acordo com a Declaração de Corfu de 1917, e se fundiu com o Reino da Sérvia para formar o Reino dos Sérvios, Croatas e Eslovenos em 1º de dezembro de 1918.
A determinação das fronteiras entre os novos países era complexa e difícil, e nem sempre pacífica: enquanto a fronteira noroeste com o Reino da Itália ao longo da "Marcha Juliana" já estava determinada pelo Tratado de Londres de 1915, a linha de demarcação entre a Iugoslávia e o estado remanescente da Áustria alemã era uma questão difícil e altamente disputada. O princípio da autodeterminação, defendido pelo presidente dos Estados Unidos, Woodrow Wilson, foi adotado por eslovenos e germano-austríacos nas terras da Caríntia, Estíria e Carniola do extinto império dos Habsburgos. As crescentes tensões culminaram em confrontos de armas, como no Domingo Sangrento de Marburg na Baixa Estíria e nos combates contínuos de grupos paramilitares no sudeste da Caríntia.
Em particular, a "questão da Caríntia" tornou-se um problema nos últimos dias da Primeira Guerra Mundial, quando os eventos se desenvolveram rapidamente, começando com reivindicações territoriais pela Assembleia Nacional Eslovena em 17 de outubro de 1918. Essas reivindicações foram rejeitadas pela assembleia provisória do Landtag da Caríntia em 25 de outubro de 1918, declarando a adesão do estado à Áustria alemã. A partir de 5 de novembro, as forças iugoslavas avançaram para a área de assentamento dos eslovenos da Caríntia, da cordilheira de Karawanks até o rio Drava e além. A assembleia do Landtag fugiu de Klagenfurt para a cidade de Spittal an der Drau, no noroeste, e em 11 de novembro exigiu oficialmente a autodeterminação, o que, neste caso, equivalia a exigir um plebiscito para uma região com uma população mista.
Com a ocupação do sudeste da Caríntia pelas tropas iugoslavas, o confronto evoluiu para confrontos armados. O governo provisório da Caríntia sob o governador Arthur Lemisch decidiu pegar em armas para preservar a fronteira sul da Caríntia na cordilheira de Karawanks. A amarga luta de grupos paramilitares em torno de Arnoldstein e Ferlach alarmou as potências da Entente. Eles arbitraram um cessar-fogo, após o que uma comissão de nove dias do Exército dos EUA sob o comando do tenente-coronel. Sherman Miles explorou a região disputada em janeiro e fevereiro de 1919 e fez a recomendação crucial de que a fronteira de Karawanks deveria ser mantida, abrindo assim a possibilidade de um plebiscito. Representantes iugoslavos pediram uma fronteira no Drava; Os delegados americanos, no entanto, falaram a favor da preservação da unidade da Bacia de Klagenfurt e convenceram as delegações britânica e francesa. Até 7 de maio, todos os territórios ocupados da Caríntia foram desocupados. Quando as forças iugoslavas sob o comando do general Rudolf Maister fizeram uma tentativa de reentrar na região em 28 de maio de 1919, foram forçadas a se retirar pelas autoridades da Entente.
A questão era se a considerável maioria de língua eslovena na região sudeste do estado, adjacente à cordilheira de Karawanks, levaria o voto pela união com a Áustria ou se essa maioria desejava se juntar a um estado eslavo meridional recém-criado. Isso foi, em grande parte, uma consequência do crescente nacionalismo romântico sob a monarquia austro-húngara e da ideia de uma autonomia das "terras eslovenas", referindo-se ao principado eslavo medieval da Carantânia, que havia perecido no século IX. Um estado comum com outros povos eslavos do sul parecia o compromisso mais aceitável para o cumprimento dos esforços nacionalistas.

## Plebiscito
O Tratado de Saint-Germain com a República da Áustria, assinado em 10 de setembro de 1919, deveria ter determinado a fronteira austro-iugoslava. Determinou que algumas pequenas partes da Caríntia - ou seja, o Vale do Meža (alemão: Mießtal) com a cidade de Dravograd (Unterdrauburg) e a área municipal de Jezersko (Seeland) - deveriam ser incorporadas ao novo Reino dos Sérvios, Croatas e Eslovenos, enquanto o destino da área mais ampla do sudeste da Caríntia até a bacia de Klagenfurt deveria ser determinado por um plebiscito.
Querendo resolver o conflito pacificamente, os vencedores aliados na Primeira Guerra Mundial dividiram o sudeste da Caríntia em duas zonas, "A" no sul e "B" no norte. Um referendo em duas etapas deveria ser realizado para determinar a anexação pela Áustria ou pelo Reino dos Sérvios, Croatas e Eslovenos, na Zona B menor, apenas se a maioria das pessoas na Zona A tivesse votado pela Iugoslávia. A população da Zona A era predominantemente de língua eslovena: de acordo com o censo austríaco de 1910 antes da guerra, as pessoas nesses municípios que usavam o esloveno como língua principal representavam quase 70% da população; enquanto o número de eslovenos étnicos era provavelmente maior. Os falantes de alemão estavam concentrados na cidade de Völkermarkt e em algumas localidades menores, especialmente em torno de Bleiburg (esloveno: Pliberk) e Ferlach (Borovlje).
Antes do plebiscito, ambos os lados travaram intensas campanhas de propaganda. A propaganda austríaca enfatizou os benefícios econômicos de manter a unidade da Bacia de Klagenfurt e apelou para sentimentos de unidade e fraternidade da Caríntia entre os povos de língua eslovena e alemã da Caríntia. Conduzida no dialeto esloveno da Caríntia, a propaganda austríaca prometia que a língua eslovena e a identidade nacional seriam tratadas como iguais às alemãs na Áustria, oficialmente confirmada pela assembleia do Landtag da Caríntia duas semanas antes da realização do plebiscito. No entanto, também tinha uma tendência anti-iugoslava, retratando as condições no Reino dos Sérvios, Croatas e Eslovenos como caóticas. A propaganda iugoslava usou quase exclusivamente argumentos que enfatizavam a consciência nacional eslovena. Adotou uma visão agressiva e anti-alemã desde o início e voltou-se para questões econômicas apenas nas últimas semanas antes do plebiscito. Os ativistas não foram capazes de usar a instabilidade política da jovem república austríaca e sua posição nada invejável na comunidade internacional para obter vantagens.
Apesar do prazo de seis meses determinado pelo Tratado de Saint-Germain, o referendo não foi realizado na Zona A até 10 de outubro de 1920. Além de mudar a data do plebiscito, outros termos do Tratado de Saint-Germain foram supostamente ignorados ou alterados: um representante austríaco foi aceito na comissão, e a comissão do plebiscito mudou as regras ao não permitir que os militares iugoslavos controlassem a fronteira entre as Zonas A e B em 8 de junho de 1920. Em vez disso, o exército iugoslavo teve que se retirar da Zona A de acordo com a decisão da comissão de plebiscito em 18 de setembro de 1920. Mudanças também podem ter sido feitas nos registros eleitorais que permitiam que as pessoas da Zona B do norte votassem na Zona A, apoiando o lado austríaco. Nas décadas seguintes, ambos os lados continuariam a interpretar e instrumentalizar as circunstâncias do plebiscito à sua maneira.

## Resultados
O resultado do plebiscito realizado em 10 de outubro foi de 22 025 votos (59,1% do total de votos) a favor da adesão à Áustria e 15 279 (40,9%) a favor da anexação pelo Reino dos Sérvios, Croatas e Eslovenos. Supondo que toda a minoria de língua alemã tivesse votado na Áustria, metade de todos os eslovenos da Caríntia também decidiu permanecer na República. Enquanto a maioria nas remotas aldeias alpinas nas encostas da cordilheira de Karawanks votou pela Iugoslávia, os habitantes da densamente povoada Bacia de Klagenfurt foram motivados por seus laços sociais e culturais evoluídos, principalmente econômicos, com a região central da Caríntia.
|             | para a Áustria | para a Iugoslávia |
| ----------- | -------------- | ----------------- |
| Rosovo      | 1 980          | 2 318             |
| Ferlach     | 6 427          | 4 981             |
| Völkermarkt | 8 306          | 2 444             |
| Bleiburg    | 5 312          | 5 535             |
| Total       | 22 025         | 15 278            |

Depois que a opção austríaca obteve a maioria dos votos na Zona A predominantemente eslovena, a segunda etapa do referendo na Zona B do norte, povoada principalmente por falantes de alemão, não foi realizada. Outra incursão iugoslava foi ferozmente rejeitada pelas potências da Entente. A região do Plebiscito da Caríntia foi colocada sob administração austríaca em 18 de novembro de 1920 e declarada parte da soberana República Austríaca em 22 de novembro. Até hoje, 10 de outubro é feriado no Estado da Caríntia.
O plebiscito determinou a fronteira entre a Áustria e o Reino dos Sérvios, Croatas e Eslovenos. A fronteira permaneceu inalterada após a Segunda Guerra Mundial, mesmo quando o Reino da Iugoslávia deu lugar à República Popular Federal da Iugoslávia de Tito, embora no final da guerra os guerrilheiros iugoslavos tenham ocupado brevemente a área, incluindo a capital Klagenfurt. Desde a desintegração da Iugoslávia, a fronteira separou a Áustria e a Eslovênia.

## Resistência iugoslava
O governo iugoslavo em Belgrado inicialmente declarou vitória no plebiscito.  Depois que ficou claro que os residentes haviam votado a favor da Áustria, a Iugoslávia moveu tropas para a zona e ocupou várias cidades; Os comandantes militares declararam que não reconheciam a autoridade da comissão de plebiscito.  Ao mesmo tempo, foi relatado que houve tumultos, saques de lojas e espancamentos de alemães étnicos na vizinha Maribor, que tinha uma grande população alemã, mas havia sido concedida à Iugoslávia em 1919.  No final de outubro, o governo iugoslavo concordou em honrar o resultado do plebiscito e retirar suas tropas da zona.

### Libeliče
Os moradores de Libeliče (em alemão: Leifling), a vila mais oriental da Zona A, eram pró-iugoslavos e ajudaram a organizar comícios pró-iugoslavos em toda a Zona A antes do plebiscito. No dia do plebiscito, a grande maioria da aldeia votou pela Iugoslávia; no entanto, junto com o resto da Zona A, foi colocado sob administração austríaca. As pessoas da aldeia não estavam dispostas a aceitar o resultado. Diariamente, o arame farpado na fronteira era cortado e as pedras de limite eram removidas. Comícios regulares na vila e seus arredores encorajaram cada vez mais pessoas a se juntarem à rebelião, ignorando deliberadamente qualquer lei austríaca aprovada após o plebiscito. Os coordenadores da rebelião conseguiram estabelecer contato com políticos de alto escalão em Ljubljana e mais tarde também em Belgrado. Finalmente, os governos da Áustria e da Iugoslávia conseguiram chegar a um acordo sobre uma troca territorial: a Áustria cedeu à Iugoslávia o território de Libeliče e recebeu em compensação uma área de tamanho igual na margem esquerda do Drava, consistindo nos assentamentos predominantemente de língua alemã de Rabenstein (esloveno: Rabštajn pri Labotu) e Lorenzenberg (esloveno: Šentlovrenc), que hoje são comunidades cadastrais dentro do cidade mercantil de Lavamünd. A entrega dos territórios ocorreu em 1º de outubro de 1922. Esta foi a demarcação final entre a Áustria e a Iugoslávia (e sua atual sucessora legal, a Eslovênia), ainda em vigor até hoje.